# Нощта на шпионите
„Нощта на шпионите“ (на френски: La Nuit des espions) е драматичен филм от 1959 година на актьора и режисьор Робер Осеин с негово участие и с участието още на Марина Влади и Мишел Ечевери. Филмът е копродукция на Франция и Италия и е екранизация на романа „Ръцете на нощта“ на Фредерик Дард.

## Сюжет
По време на Втората световна война 2 шпиони, „Той“ (Робер Осеин) и „Тя“ (Марина Влади), се засичат в планинска хижа някъде в Нормандия. Той е в нацистка униформа, я тя е цивилна. Всеки от тях се съмнява в истинската самоличност на другия – дали са британци или са германци. В тази нощ двамата преминават през екстремни усещания – от любов до насилие. Тяхната среща лице в лице ще завърши трагично…

## В ролите
- Робер Осеин като „Той“
- Марина Влади като „Тя“
- Мишел Ечевери като германският офицер
- Робер Льо Беал като британският полковник
- Роже Крузе като младият мъж
- Клемен Харари като Ханс
- Ален Нобис като Ерик, готвача
- Жорж Витали като Хауърд, радиста
- Мишел Дюфур като младата жена[3]

## Номинации
- Номинация за Златен лъв за най-добър филм от Международния кинофестивал във Венеция, Италия през 1959 година.[4]